# Успенський район (Краснодарський край)
Успенський район розташований в південно-східній частині Краснодарського краю. Межує на сході із Ставропольським краєм, на півдні з Отрадненським районом Краснодарського краю, на заході з Новокубанським районом Краснодарського краю і з містом Армавір.
Територія району становить 1129,98 км². Протяжність з півночі на південь 45 км.

## Адміністративний поділ
Територія Успенського району складається з:
- 10 сільських поселень
  - Веселовське сільське поселення — хутір Веселий, селище Лєсной, хутір Приозерний, хутір Серединський
  - Вольненське сільське поселення — село Вольне, село Мар'їно, селище Дивний, селище Зарічний
  - Коноковське сільське поселення — село Коноково
  - Кургоковське сільське поселення — аул Кургоковський
  - Маламінське сільське поселення — село Маламіно, хутір Вольность, хутір Карс
  - Николаївське сільське поселення — станиця Николаївська
  - Трьохсельське сільське поселення — село Трьохсельське, село Пантелемоновське, село Новоурупське, хутір Воронезький
  - Убеженське сільське поселення — станиця Убеженська, хутір Державний, хутір Западний, хутір Новенький
  - Урупське сільське поселення — аул Урупський, аул Коноковський
  - Успенське сільське поселення — село Успенське, селище Мічурінський, хутір Український, хутір Подковський, хутір Южний, хутір Лок, хутір Білецький, хутір Успенський.

Загалом на території району розташовані 32 населених пункти.

## Географія
Природно-кліматичні особливості сприяють успішному розвитку сільськогосподарського виробництва, відносяться до зони помірно континентального клімату. Район відноситься до зони нестійкого зволоження. Безморозний період триває 185—220 днів. Панівними вітрами в районі є вітри східних, північно-східних, південно-східних напрямків.
Район роздільний руслом річки Кубань на дві частини, що значно відрізняються за ґрунтово-кліматичними умовами. На правобережжі землі важкі, малородючі, рельєф місцевості пересічений. Тут починається Ставропольське передгірне плато. На лівому березі землі чорноземні, місцевість рівнинна, добре пристосована до землеробства.

## Промисловість
Район має розвинену транспортну інфраструктуру, що включає підприємства трубопровідного транспорту: нафтопровід, газопровід і продуктопроводи.
На території району видобуваються нафта обсягом 50 тис. тонн на рік і газ до 360 тис. м³, розташована станція зберігання газу, яка забезпечує стабільні постачання газу на території всього краю. Загальна протяжність магістрального нафтопроводу «Грозний-Тихорецьк» по території району — 36 км, газопроводу «Малгобек-Тихорецьк» — 36 км.

## Ресурси Інтернету
- Успенський район (рос.)